# Bateria da Praia do Góis
A Bateria da Praia do Góis localiza-se na ilha de Santo Amaro, a sudeste sobre a praia do Góis, dominando a Barra Grande, canal de acesso ao porto da vila (hoje cidade) de Santos, no município do Guarujá, litoral do estado brasileiro de São Paulo.

## História
Esta bateria foi erguida por determinação do governador e capitão-general da capitania de São Paulo, D. Luís António de Sousa Botelho Mourão - quarto morgado de Mateus (1765-1775) (SOUZA, 1885:116-117), no contexto da reforma de 1765 da Fortaleza de Santo Amaro da Barra Grande, como um reduto de apoio à defesa daquela fortaleza. Iniciada em 1766, a sua construção ficou a cargo do capitão Fernando Leite, comandante daquela praça de 1766 a 1768, constituindo-se numa cortina de três faces com dois ângulos, parapeitos e guaritas, originalmente artilhada com dezoito peças (BARRETTO, 1958:262-263; doze cf. SOUZA, 1885:117) de ferro e bronze de diversos calibres. Em pedra e cal, as suas peças atiravam à barbeta do terrapleno lajeado, cruzando fogos com o Forte Augusto.
A respeito da obra, aquele governador referiu:
"(…) já posso dizer a V. Exa. que fica acabado o forte que mandei fazer na Barra Grande da Vila de Santos, na praia chamada 'do Góes', porque até ao fim do mês se lhe completa o parapeito, e as guaritas que só lhe faltam. Este forte é muito necessário para impedir os desembarques que só podem haver naquela praia, que tem fundo e podem chegar a ela as embarcações sem serem vistas da Fortaleza de Santo Amaro, e desembarcando gentes, e ganhando o morro sem impedimento, ficam enfiando do alto, sem nenhum obstáculo com os mosquetes, todos que andam dentro da dita Fortaleza de Santo Amaro, que se descobre toda, e por consequência é logo tomada.
O forte consta de uma cortina de dois ângulos abertos de 213 palmos de comprimento e 20 de alto, a qual forma três faces, uma virada para a praia, que defende o desembarque, e as duas para o mar, da parte de trás é pegada ao morro. Levará dezoito peças; foi feito com muita comodidade na despesa, parece que andará por três mil cruzados (…)." (Carta do governador e capitão-general da capitania de São Paulo ao Vice-Rei do Brasil, em janeiro de 1767. in: Documentos Interessantes para a História e Costumes de São Paulo. Vol. XXXIII, p. 107-108).
Embora não tenha chegado a ter uma denominação oficial, alguns a denominaram de Forte de Santo Antônio. Um relatório manuscrito descreve o estado da fortificação, ao final do século XVIII:
"No forte da praia do Góes se acham oito peças, quatro montadas e quatro desmontadas e muito maltratadas, de sorte que algumas estão em estado de não poder dar fogo. Este forte defende o único desembarque que há desde a barra até à fortaleza e este desembarque deve ser bem defendido. O forte se acha em boa posição, porém se o inimigo consegue por o pé em terra, com facilidade toma o dito forte e, por consequência, a Fortaleza da Barra Grande. Este forte tem capacidade para se lhe fazer um telheiro, onde se guarde a artilharia a fim de a ter em bom estado quando a ocasião o pedir servir-se dela." (Sobre as fortificações da costa marítima da Capitania de São Paulo, manuscrito sem autor nem data (c. 1797). in: Documentos Interessantes para a História e Costumes de São Paulo. Vol. XLIV, p. 303-308).
Desarmada em 1877 (BARRETTO, 1958:263), foi tombada pelo Patrimônio Histórico e Artístico Nacional em 1964, integrando o conjunto arquitetônico da Fortaleza de Santo Amaro da Barra Grande.